# Juncus anceps
Juncus anceps Laharpe – gatunek rośliny wieloletniej z rodziny sitowatych. Występuje w zachodniej i południowej Europie oraz północno-zachodniej Afryce. Preferuje wilgotne niecki wśród wydm; rośnie na wybrzeżach morskich od Szwecji po Morze Śródziemne.

## Morfologia
PokrójRoślina luźnodarniowa o jaskrawozielonej barwie, z łodygami wzniesionymi i gładkimi, zwykle spłaszczonymi, wysokości do 50 cm, pędami niekwitnącymi obficie ulistnionymi; dość grube i długie kłącze.
LiścieSzorstkie, z poprzecznymi przegrodami.
KwiatyKwiatostan szczytowy, w 3–6 główkach na szypułkach. 6 działek okwiatu, czerwonobrązowych. 6 pręcików; torebka trójstronnie owalna, błyszcząca. Kwitnie od lipca do sierpnia.

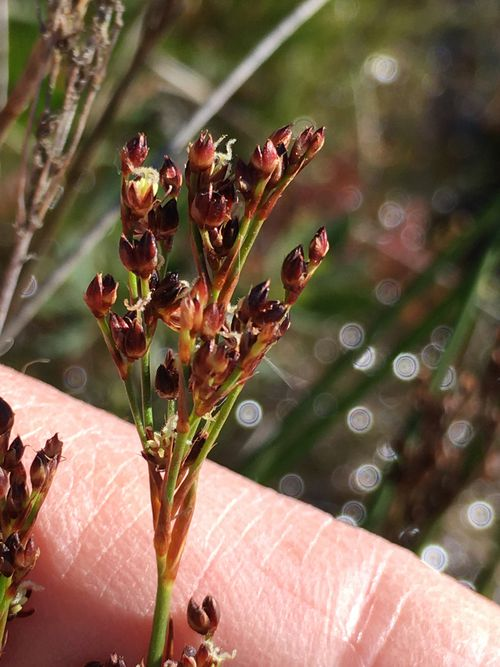
Kwiatostan
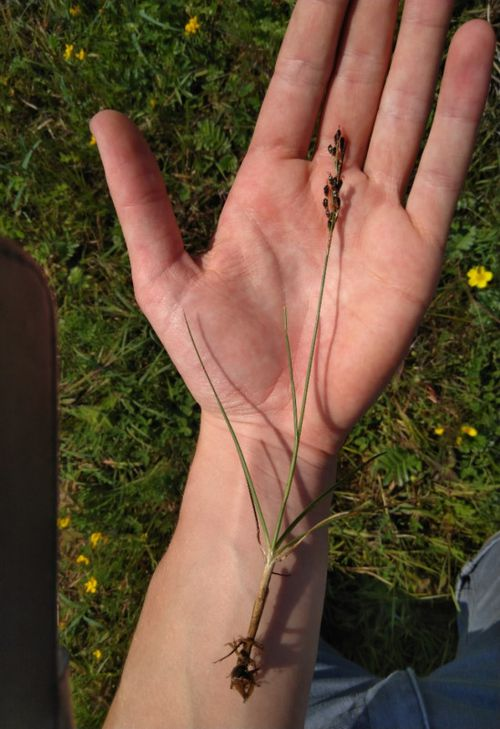
Pokrój